# Lebring-Sankt Margarethen
Lebring-Sankt Margarethen è un comune austriaco di 2 075 abitanti nel distretto di Leibnitz, in Stiria; ha lo status di comune mercato (Marktgemeinde).